# 1951
1951 (MCMLI) fon un any començat en dilluns, corresponent a l'any 1400 del calendari armeni.

## Esdeveniments
Països Catalans
- 9 de gener, Barcelona: Arriba, per primer cop a Espanya, la Sisena Flota, fet que tindrà un impacte econòmic, social i polític molt important.
- 1 de març, Barcelona: hi comença la "Vaga de tramvies", com a resposta a l'increment del preu del tramvia que el govern espanyol havia aprovat el 19 de desembre de l'any anterior.
- 13 de novembre, la Pobla de Segur, Pallars Jussà: hi arriba el ferrocarril.
- Barcelona: es funda l'Esbart Montseny.[1]
- 13 de desembre, Barcelona: s'hi celebra la primera edició de la Nit de Santa Llúcia, clandestinament, a l'interior de la llibreria Catalònia.[2]

Resta del món
- 1 de gener, Ginebra, Suïssa: ACNUR inicia les seves funcions, amb l'objectiu de protegir i donar suport als refugiats.[3]
- 27 de gener, Madrid: S'inaugura el Museu Lázaro Galdiano.[4]
- 30 de març: Remington Rand reparteix el primer UNIVAC I a l'Oficina del Cens dels Estats Units.
- 1 de setembre: Austràlia, Nova Zelanda i els Estats Units signen un pacte de defensa mútua, anomenat Tractat ANZUS.[5]
- 8 de setembre, San Francisco, Califòrnia: Es signa el Tractat de San Francisco, entre les forces aliades i el Japó.[6]
- 25 d'octubre, Regne Unit: S'hi celebren eleccions legislatives que guanya el Partit Conservador, encapçalat per Winston Churchill.
- 24 de desembre, Regne de Líbia[7] Líbia declarar la seva independència.

### Cinema
Categoria principal: Pel·lícules del 1951
- Estrena de la pel·lícula Chained for Life

### Premis Nobel
| Camp                  | Guardonats                          |
| --------------------- | ----------------------------------- |
| Física                | - John Crockcroft - Ernest Walton   |
| Química               | - Edwin McMillan - Gleen T. Seaborg |
| Medicina o Fisiologia | - Max Theiler                       |
| Literatura            | - Pär Lagerkvist                    |
| Pau                   | - Léon Jouhaux                      |

## Naixements
Països Catalans
- 1 de gener - Paterna: Vicent Salvador i Liern, poeta, assagista i filòleg valencià (m. 2023).
- 14 de gener - Barcelona: Carme Elias, actriu catalana de teatre, cinema i televisió.[8]
- 16 de gener - Barcelona: Gemma Lienas i Massot, escriptora, política i activista catalana.[9]
- 21 de gener - València: Gustau Muñoz i Veiga, assagista i traductor valencià.
- 23 de gener - Lleida: Leonor Pedrico Serradell, fotògrafa pionera i primera fotoperiodista de les terres de Lleida (m. 2013).[10]
- 30 de gener, Barcelona: Esperança Esteve i Ortega, treballadora social i política catalana, ha estat diputada al Congrés dels Diputats.[11]
- 1 de febrer - Andorra la Vella: Albert Salvadó, escriptor andorrà.
- 12 de febrer - Vilanova i la Geltrú, el Garraf: Marina Prat Vidal, atleta, fondista i maratoniana catalana.[12]
- 18 de febrer - Mataró: Joaquima Cot i Codony, jugadora de basquetbol catalana.[13]
- 9 de març - Barcelona: Enric Casasses i Figueres, poeta i traductor català.
- 13 de març - Barcelona: Teresa Costa-Gramunt, escriptora i dissenyadora especialitzada en ex-libris.[14]
- 22 de març - Barcelona: Lola Badia i Pàmies, filòloga i medievalista, acadèmica de l'Acadèmia de Bones Lletres de Barcelona.[15]
- 26 de març - Sabadell: Josep Maria Benaul i Berenguer, historiador català (m. 2020).
- 6 d'abril - Barcelona: Guillermina Coll, ballarina catalana, que fou directora artística del Conservatori Superior de Dansa.[16]
- 11 d'abril - Buenos Aires: Gato Pérez, músic català d'origen argentí, que destacà especialment en la rumba catalana.[17]
- 16 d'abril - Vilanova i la Geltrú: Assumpta Baig i Torras, mestra i política catalana, ha estat diputada al Parlament de Catalunya i senadora.[18]
- 3 de maig - Leningrad (antiga URSS)ː Tatiana Tolstaia, notable escriptora russa moderna.[19]
- 7 de maig - Carlet, Ribera Alta: Bernat Sòria Escoms, metge i científic valencià, ministre de Sanitat d'Espanya entre 2007 i 2009.[20]
- 20 de maig - Barcelona: Elisabet Abeyà Lafontana, novel·lista i traductora catalana.[21]
- 25 de maig - Terrassa: Dolors Puig i Gasol, enginyera tècnica i política catalana, ha estat diputada al Congrés dels Diputats.[22]
- 27 de maig - Madrid: Ana Belén, cantant i actriu espanyola.[23]
- 30 de maig - Sedaví, Horta Sud: Ferran Torrent i Llorca, escriptor i periodista valencià.[24]
- 8 de juny - Santa Perpètua de Mogoda: Rosa Maria Bonàs Pahisa, biòloga i política catalana, ha estat diputada al Congrés.[25]
- 17 de juny: 
  - Sant Martí Sacalm: Quima Casas, atleta especialitzada en curses de fons, amb quaranta anys de carrera esportiva.[26]
  - Faió, Saragossa: Elisenda Pipió Gelabert, ceramista.[27]
- 22 de juny - Banyoles: Irene Rigau i Oliver, psicòloga i política catalana; ha estat consellera de la Generalitat de Catalunya.[28]
- 29 de juny - Sentmenat, Jaume Rovira Freixa, dibuixant.
- 30 de juny - Mataró: Lola Casas i Peña, escriptora i mestra catalana.[29]
- 13 de juliol - València: Pilar Ballarín Domingo, professora, investigadora i experta en història de l'educació de les dones i coeducació.[30]
- 28 de juliol - Benimàmet, ciutat de València: Santiago Calatrava Valls, arquitecte, escultor, enginyer i dibuixant valencià.
- 31 de juliol - Madrid:Teresa Costa i Campí, economista i política catalana.[31]
- 20 d'agost - València, Francisco Javier Delicado Martínez, historiador, crític d'art i assagista valencià.
- 24 d'agost - Almoines, la Safor: Josep Bonet i Segura, poeta valencià (m. 2020).
- 13 de setembre - Barcelona: Pilar Eyre, periodista i escriptora espanyola.[32]
- 16 de setembre - Montuïri: Pere Sampol Mas, enginyer tècnic i polític mallorquí (m. 2025).[33]
- 22 de desembre - Rupit i Pruit, Osona: Àngel Colom i Colom, polític independentista català.
- Collbató, Baix Llobregat: Josep Matalonga i Espinach arquitecte i activista cultural.
- Villarrobledo - província d'Albacete, Espanya: Rafael Recuenco Montero, sindicalista valencià secretari general de la Unió General de Treballadors del País Valencià (1988 -2009).
- Barcelona: Agustí Carbonell, fotoperiodista.
- Lleida: Pere Menal i Brufal, matemàtic.

Resta del món
- 3 de gener, Madrid: Rosa Montero, periodista i escriptora espanyola.[34]
- 25 de gener, Nova York, EUA: Bill Viola, videoartista estatunidenc.
- 20 de febrer, East Renfrewshire, Escòcia, Regne Unit: Gordon Brown, Primer Ministre del Regne Unit (2007-10).
- 1 de març, Lincoln, Nebraska, EUA: Debra Fischer, astrònoma estatunidenca especialitzada en la detecció i caracterització d'exoplanetes.[35]
- 7 de març, Crimea: Irina Iermakova, poeta i traductora russa.[36]
- 11 de març, Berlín Est, RDA: Nina Hagen, cantant alemanya, famosa per la seva barreja d'estil punk i cant operístic.[37]
- 17 de març, Montevideo, Uruguai: Daisy Tourné Valdez, mestra i política, ha estat diputada i ministra de l'Interior de l'Uruguai.[38]
- 24 de març, Elmira, Nova York, EUA: Tommy Hilfiger, dissenyador de moda estatunidenc.
- 26 de març, Corvallis, Oregon, EUA: Carl Wieman, físic estatunidenc, Premi Nobel de Física de l'any 2001.[39]
- 29 de març, Boston, Massachusetts, EUA: Roger Bruce Myerson, economista estatunidenc, Premi Nobel d'Economia de 2007.[40]
- 31 de març, Bangladesh: Firdausi Qadri, immunòloga especialista en les malalties infeccioses.[41]
- 6 d'abril, Majuro: Hilda Heine, política marshallesa; ha estat Ministra d'Educació i presidenta de les Illes Marshall.[42]
- 7 d'abril, Bad Rothenfelde, Baixa Saxònia: Cora Stephan, escriptora alemanya de novel·la policíaca.[43]
- 27 d'abril, Esch-sur-Alzette, Luxemburg: Viviane Reding, política luxemburguesa que ha treballat al Parlament Europeu.[44]
- 1 de maig, Lexington, Virgínia: Sally Mann, fotògrafa estatunidenca, premi de la revista Time a la Millor fotògrafa nord-americana 2001.[45]
- 9 de maig, Tulsa (Oklahoma): Joy Harjo, poeta, música i escriptora mvskoke.[46]
- 14 de maig, Chicago, Illinois, EUA: Robert Zemeckis, director estatunidenc.
- 15 de maig, Mineola, Nova York (EUA): Frank Wilczek, físic nord-americà, Premi Nobel de Física de l'any 2004.[47]
- 19 de maig, Queens, Nova York, EUA: Joey Ramone, membre fundador del grup The Ramones i pioner del punk rock[48]
- 26 de maig, Los Ángeles, Califòrnia: Sally Ride, física estatunidenca i astronauta, primera dona nord-americana a anar a l'espai (m.2012).[49]
- 2 de juny, Oslo: Marianne Borgen, sociòloga i política noruega, alcaldessa d'Oslo.[50]
- 4 de juny, St. Leonhard in Passeier: Eva Klotz, política italiana, partidària de l'autodeterminació del Tirol de Sud.[51]
- 8 de juny, Skewen, Gal·les: Bonnie Tyler, cantant gal·lesa de música pop i rock.[52]
- 9 de juny: 
  - Maastricht, Països Baixos: Benny Neyman, cantautor neerlandès
  - Washington DC: Bruce Duffy, escriptor
  - Los Angeles, Califòrnia, EUA: James Newton Howard, compositor de cinema estatunidenc, vuit vegades nominat per a l'Oscar.[53]
  - Etterbeek, Bèlgica: Françoise Nyssen, editora francesa d'origen belga, ha estat ministra de la Cultura del govern francès.[54]
- 10 de juny, Almansa: Alicia Giménez Bartlett, filòloga i escriptora espanyola, resident a Barcelona.[55]
- 22 de juny, Managua: Rosario Murillo Zambrana, professora, escriptora, activista i política nicaragüenca vicepresidenta del país.[56]
- 24 de juny, Buenos Aires: Erika Rosenberg, escriptora alemanya, intèrpret, traductora, periodista i biògrafa d'Oskar i Emilie Schindler.[57]
- 27 de juny, Belfast, Irlanda del Nord: Mary McAleese, advocada, periodista i política irlandesa que ha estat presidenta d'Irlanda.[58]
- 3 de juliol, Port-au-Prince (Haití): Jean-Claude Duvalier, anomenat Bébé Doc o Baby Doc, polític haitià. Fou president d'Haití (m. 2014).[59]
- 8 de juliol, Santa Monica: Anjelica Huston, actriu, directora i productora estatunidenca.[60]
- 18 de juliol:
  - Morlanwelz, Valònia, Bèlgica: Elio di Rupo, polític belga.
  - Thorvaldur Gylfason, economista islandès.
- 21 de juliol, Chicago, Illinois, EUA: Robin Williams, actor i comediant estatunidenc.
- 29 de juliol, Madrid (Espanya): Cristina Narbona Ruiz, economista, política i professora universitària espanyola, presidenta del PSOE.[61]
- 8 d'agost, Amsterdam, Països Baixos: Louis van Gaal, jugador i entrenador de futbol neerlandès.
- 10 d'agost, Bogotá, Colòmbia: Juan Manuel Santos Calderón, periodista i polític colombià, President de Colòmbia (2010-), Premi Nobel de la Pau 2016.
- 11 d'agost, Nova York: Amy Heller, historiadora de l'art i tibetòloga nacionalitzada suïssa.
- 16 d'agost, l'Havana, Cuba: Josep Oller Aragay, combatent mambí
- 18 d'agost, París: Annie Goetzinger, dibuixant de còmic francesa (m. 2017).[62]
- 21 d'agost, Mysenː Cecilie Løveid, escriptora, dramaturga i poeta noruega, exponents del teatre nòrdic modern.[63]
- 22 d'agost, Tsu, Prefectura de Mie: Leiko Ikemura, pintora i escultora de nacionalitat japonesa-suïssa, resident a Alemanya.[64]
- 28 d'agost, Paris: Cora Laparcerie, artista, poeta i directora teatral francesa (n. 1875).[65]
- 7 de setembre, Akron, Ohio (EUA): Chrissie Hynde, cantant, compositora i guitarrista estatunidenca, líder del grup the Pretenders.[66]
- 12 de setembre, Dublín, Irlanda: Bertie Ahern, president de la República d'Irlanda.[67]
- 14 de setembre, Londres, Anglaterra: Duncan Haldane, físic americà-anglès, Premi Nobel de Física de 2016.
- 20 de setembre, Vitòria: Pilar Goya Laza, química i professora d'investigació del CSIC, presidenta de la Societat Química Europea.[68]
- 25 de setembre, Calzada de Calatrava, Ciudad Real, Espanya: Pedro Almodóvar, director espanyol.
- 29 de setembre, Santiago de Xile: Michelle Bachelet, metgessa i política, fou Ministra i Presidenta de la República de Xile.[69]
- 30 de setembre, Kalgoorlie, Austràlia: Barry Marshall, metge australià, Premi Nobel de Medicina o Fisiologia de l'any 2005.[70]
- 2 d'octubre, 
  - North Tyneside, Anglaterra, Regne Unit: Sting, músic britànic de The Police.[71]
  - Los Angeles: Romina Power, actriu i cantant nord-americana naturalitzada italiana.[72]
- 3 d'octubre, Paterson (Nova Jersey): Kathryn Dwyer Sullivan, geòloga nord-americana i astronauta de la NASA.[73]
- 20 d'octubre, Lesotho, Sud-àfrica: Tebello Nyokong, química sud-africana que treballa en tractament per al càncer.[74]
- 4 de novembre, Murfatlar, Romania: Traian Basescu, President de Romania.
- 25 de novembre, Cartagena, Múrcia: Arturo Pérez-Reverte Gutiérrez, periodista i escriptor espanyol.
- 27 de novembre, San Carlos (Califòrnia), EUA: Kathryn Bigelow, directora i productora de cinema i televisió, i guionista estatunidenca.[75]
- 28 de novembre, Tcheboa, Bénoué, Camerun: Yaou Aïssatou, política i economista camerunesa, Ministra de la Dona al seu país.[76]
- 3 de desembre, Madrid, Mercedes Cabrera, política, politòloga, historiadora i professora universitària espanyola, Ministra d'Educació, Política Social i Esports d'Espanya entre 2006 i 2009.[77]
- 6 de desembre, Vélez-Blanco, Almeria: Càndida Martínez López, historiadora, experta en història de les dones i política espanyola.[78]
- 14 de desembre, Amsterdam, Països Baixos: Jan Timman, escaquista neerlandès.
- 18 de desembre, Portsmouth, Virgínia: Radia Perlman, enginyera de xarxes, experta en seguretat, coneguda com la Mare d'Internet.[79]
- 19 de desembre, Nova York, EUA: Alvin E. Roth, economista estatunidenc, Premi Nobel d'Economia de l'any 2012.
- 31 de desembre, Valladolid: María Bolaños Atienza, historiadora de l'art, directora del Museo Nacional de Escultura de Valladolid.[80]
- David Held, sociòleg britànic.
- Kagoshima: Kenjiro Yoshigasaki, artista marcial
- Departament d'Antioquia: Piedad Bonnett, escriptora
- Livorno: Fabrizio Bartaletti, professor de geografia

## Necrològiques
Països Catalans
- 10 de maig - València: Josep Manuel Izquierdo Romeu, músic i compositor valencià (60 anys).[81]
- 6 de setembre - Barcelona: Manuel Folguera i Duran, polític i enginyer català (n. 1867).[82]
- 19 de setembre - Barcelona: Josep Ribelles Comín, bibliògraf, periodista i animador cultural valencià (79 anys).
- 26 de novembre - Barcelona: Domènec Soler i Gili, pintor i escenògraf català.[83]
- València: Lluïsa Botet i Mundi, pintora i gravadora catalana (n. 1884).[84]

Resta del món
- 5 de gener: Seo Jae-pil, polític de Corea del Sud.
- 10 de gener, Roma, Itàlia: Sinclair Lewis, escriptor i dramaturg estatunidenc, Premi Nobel de Literatura l'any 1939 (n. 1885).
- 13 de gener, Westcliff-on-Sea, Anglaterra: Dorothea Bate, paleontòloga britànica, pionera en arqueologia (n. 1878).[85]
- 30 de gener, Hong Kong: Fei Mu, guionista i director de cinema xinès (n. 1906).[86]
- 19 de febrer, París, França: André Gide, escriptor francès, Premi Nobel de Literatura de l'any 1947 (n. 1869).[87]
- 8 de març, Illinois: John Winter Thompson, músic.
- 6 d'abril: Robert Broom, metge i paleontòleg sud-africà.
- 17 d'abril, París: Berthe Weill, marxant d'art francesa, primera galerista europea, descobridora de les avantguardes europees (n. 1865).[88]
- 18 d'abril, Lisboa, Portugal: António Óscar de Fragoso Carmona, polític i militar portuguès, fill i net de militars, va ser l'onzè president de la República portuguesa (n. 1869)[59]
- 20 d'abril, Roma, Itàlia: Ivanoe Bonomi, polític italià. Integrat en el socialisme revisionista, va ser president del consell de ministres de 1921 a 1922 i de 1944 a 1945[59]
- 23 d'abril, Evaston, Illinois, EUA: Charles Gates Dawes, advocat i polític estatunidenc, Premi Nobel de la Pau de 1925 (n. 1865).
- 29 d'abril, Cambridge, Regne Unit: Ludwig Wittgenstein, filòsof austro-anglès (62 anys).[89]
- 8 de maig, Harvey, Illinois, EUA: Gilbert Bliss, matemàtic estatunidenc (n. 1876).[90]
- 30 de maig, New Haven, Connecticut, EUA): Hermann Broch, escriptor austríac, un dels millors renovadors de la narrativa en llengua alemanya[91]
- 4 de juny, Boston, Estats Units: Serguei Aleksàndrovitx Kussevitski, conegut habitualment com a Serge Koussevitzky, contrabaixista, compositor i director d'orquestra rus, nacionalitzat estatunidenc (n. 1874).[92]
- 9 de juliol, Milà: Giannina Arangi-Lombardi, important soprano associada amb el repertori italià (n. 1891).[93]
- 13 de juliol: 
  - Nikolaus Welter, escriptor, home d'estat i crític literari luxemburguès.
  - Los Angeles, Califòrnia, EUA: Arnold Schoenberg, compositor austríac (n. 1874).[94]
- 23 de juliol, L'Île-d'Yeu (França): Henri Philippe Benoni Omer Joseph PétainPhilippe Pétain o Mariscal Pétain, fou un general francès, Cap d'Estatde la França de Vichy, del 1940 al 1944. (n. 1856).[95]
- 4 d'agost, Leopoldshöhe, Rin del Nord-Westfàlia, Alemanya: Emilie Winkelmann, primera arquitecta alemanya.[96]
- 7 d'agost, Santiago de Xile Winétt de Rokha, poeta xilena (n. 1894).[97]
- 4 de setembre, Milford (Nova Jersey): Louis Adamic, escriptor i traductor eslovè establert als EUA
- 6 d'octubre, Filadèlfia, Pennsilvània, EUA: Otto Fritz Meyerhof, fisiòleg alemany, Premi Nobel de Medicina o Fisiologia de 1922
- 14 de novembre, East Preston, West Sussex: Richard Henry Walthew, compositor anglès.
- 16 de novembre, Londres: Dora Bright, compositora i pianista anglesa (n. 1863).[98]
- 4 de desembre, Boston, EUA: Pedro Salinas Serrano, poeta de la Generació del 27 (60 anys).
- 5 de desembre, Calcuta, Índia: Abanindranath Tagore, intel·lectual, artista, escriptor i principal creador de la Indian Society of Oriental Art (n. 1871).
- 15 de desembre, Nova York: María Grever, compositora de música popular mexicana, autora de boleros molt coneguts (n. 1885).[99]